# Marina di Cerveteri (przystanek kolejowy)
Marina di Cerveteri (wł. Stazione di Marina di Cerveteri) – przystanek kolejowy w Marina di Cerveteri (część gminy Cerveteri), w prowincji Rzym, w regionie Lacjum, we Włoszech. Znajduje się na linii Piza – Rzym. 
Według klasyfikacji RFI ma kategorię srebrną.

## Połączenia
Stacja jest obsługiwana przez pociągi regionalne linii FL5, łączącej Civitavecchię z Rzymem.

## Linie kolejowe
- Piza – Rzym